# Серебрьер, Хосе
Хосе Серебрьер (исп. José Serebrier; род. 3 декабря 1938, Монтевидео) — уругвайский композитор и дирижёр.

## Биография
Из семьи еврейских эмигрантов из России и Польши. Он начал учиться игре на скрипке в девятилетнем возрасте и окончил муниципальную музыкальную школу в 15 лет. В это же время Серебрьер подал сочинённую им увертюру «Легенда о Фаусте» на конкурс Оркестра Уругвайского радио и телевидения — единственного в то время крупного оркестра страны; эта работа была закончена юным композитором в последний момент, он закончил набело переписывать ноты уже в такси, чтобы успеть отдать их до окончания приёма документов на конкурс. Серебрьер выиграл этот конкурс, но его надежда дирижировать собственным произведением не сбылась: учитывая возраст композитора, на премьеру руководить оркестром пригласили Элеазара де Карвалью.
В 1957—1960 годах Серебрьер учился в США — композиции в Кёртисовском институте музыки у Витторио Джаннини и в центре Тэнглвуд у Аарона Копленда, а затем дирижированию в Университете Миннесоты у Антала Дорати. В 1962 году Серебрьер стал помощником Леопольда Стоковского в основанном Стоковским Американском симфоническом оркестре. Сотрудничество Стоковского с Серебрьером началось, однако, раньше: в 1957 году Стоковский с Хьюстонским симфоническим оркестром впервые исполнил Первую симфонию Серебрьера.
В 1968—1970 годах по приглашению Джорджа Селла Серебрьер был приглашённым композитором Кливлендского оркестра (одновременно возглавив Кливлендский филармонический оркестр). К этому периоду относится сочинённый им концерт для арфы с оркестром «Волшебные краски», в котором использовалась цветомузыка. Другие заметные сочинения Серебрьера — концерты для контрабаса и для скрипки с оркестром, квартет для саксофонов, симфония для ударных.
Среди многочисленных записей, осуществлённых Серебрьером-дирижёром, — циклы симфоний Мендельсона, Глазунова, балет "Золотой век" Шостаковича, сюиты из музыки к кинофильмам Шостаковича, уникальная по своей сложности Четвёртая симфония Чарльза Айвза.
В 1976 году Серебрьер удостоен Премии Дитсона — старейшей в США награды дирижёру.